# Station Bozum
Station Bozum (Bz) is een voormalig station nabij Bozum aan de spoorlijn Leeuwarden - Stavoren. Het station was geopend van 16 juni 1883 tot 15 mei 1938, van 1 mei 1940 tot 24 november 1940 en van 1 november 1943 tot 17 juli 1944. In 1958 werd het stationsgebouw van het Standaardtype Loppersum gesloopt. Twee bijgebouwen sneuvelden in de jaren zeventig.